# Gynochthodes coriacea
Gynochthodes coriacea är en måreväxtart som beskrevs av Carl Ludwig von Blume. Gynochthodes coriacea ingår i släktet Gynochthodes och familjen måreväxter. Inga underarter finns listade i Catalogue of Life.